# هیکارونکس
هیکارونکس (به انگلیسی: Hikarunix) یک سیستم‌عامل کامپیوتر است که به صورت دیسک زنده و برای معماری X86 توسعه می‌باید. این سیستم‌عامل آزاد ومتن‌باز تحت اجازه‌نامه جی‌پی‌ال و اجازه‌نامه‌های آزاد دیگر است. این توزیع بر پایه دمن اسمال لینوکس و دبیان است.
هدف ایجاد این توزیع فراهم کردن محیطی برای بازی‌های آسیایی بوده‌است.